# 兵庫県道271号朝倉養父停車場線
兵庫県道271号朝倉養父停車場線（ひょうごけんどう271ごう あさくらやぶていしゃじょうせん）は、兵庫県養父市を通る一般県道である。

## 概要
養父市八鹿町朝倉から養父市堀畑に至る。

### 路線データ
- 起点：養父市八鹿町朝倉（朝倉西交差点、国道9号交点）
- 終点：養父市堀畑（JR西日本山陰本線 養父駅前、兵庫県道255号上村養父線終点）
- 総延長：5.168 km

## 路線状況

### 重複区間
- 国道9号・国道312号（養父市上野・上野交差点[注釈 1] - 養父市堀畑・堀畑交差点[注釈 1]）

## 地理

### 通過する自治体
- 養父市

### 交差する道路
| 交差する道路                                | 交差する場所 | 交差する場所        |
| ------------------------------------------- | ------------ | ------------------- |
| 国道9号                                     | 八鹿町朝倉   | 朝倉西交差点 / 起点 |
| 通行不能区間                                |              |                     |
| 兵庫県道6号養父宍粟線                       | 広谷         |                     |
| 国道9号 重複区間起点 国道312号 重複区間起点 | 上野         | 上野交差点          |
| 国道9号 重複区間終点 国道312号 重複区間終点 | 堀畑         | 堀畑交差点          |
| 兵庫県道255号上村養父線                     | 堀畑         | 終点                |

### 交差する鉄道
- 山陰本線

### 沿線
- 養父市立養父中学校
- 養父市立広谷小学校
- 広谷郵便局
- JR西日本山陰本線 養父駅